# موریس کوئت
موریس کوئت (انگلیسی: Maurice Couette؛ زاده ۹ ژانویهٔ ۱۸۵۸ درگذشته ۱۸ اوت ۱۹۴۳) یک دانشمند در زمینه رئولوژی و مکانیک شاره‌ها اهل فرانسه بود.